# 希臘式佛教藝術

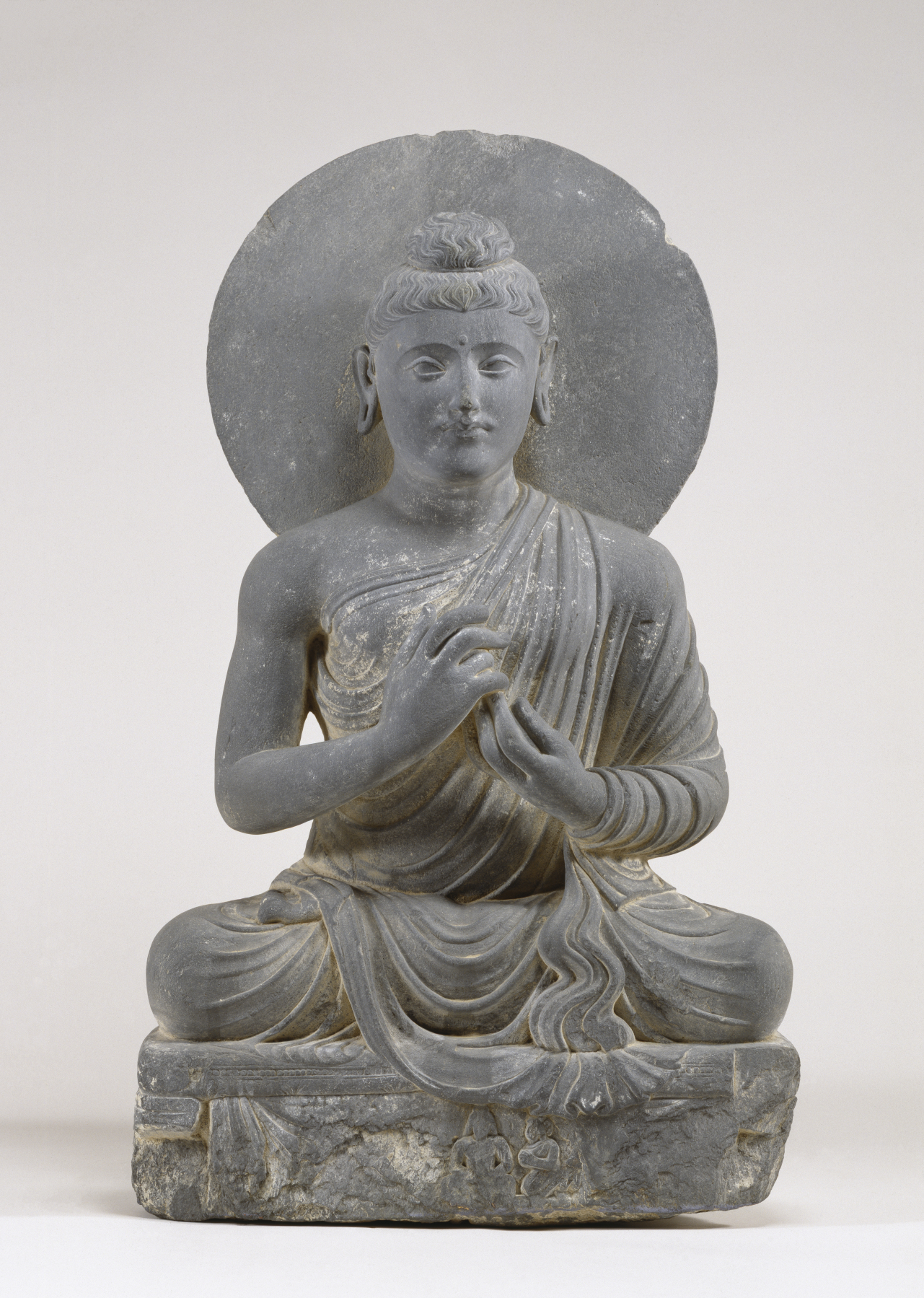
犍陀羅國佛陀雕像，公元二世紀

希臘式佛教藝術（英文：Greco-Buddhist art），是在印度次大陸北部地區形成的希臘式佛教藝術，由亞歷山大大帝希臘化時代（約公元前四世紀）開始，直至伊斯蘭教傳入（約公元七世紀）之前蓬勃，當中經歷了希臘-巴克特里亞王國（中國稱之為大夏）、印度-希臘王國、貴霜帝國、健馱邏、马图拉、笈多王朝等王國。這段時期出現大量受到希臘藝術風格影響的佛陀形象，尤其以寫實的佛像雕塑最有代表性。這些藝術隨著大乘佛教傳入汉地、蒙古、西藏、日本和韓國等地，影響到東亞各地的佛像和石窟的風格，如敦煌的莫高窟。它是東西方文化透過絲綢之路交流的見證。